# کریستین فروست
کریستین فروست (انگلیسی: Kristine Froseth؛ زادهٔ ۲۱ سپتامبر ۱۹۹۶) مدل، بازیگر تلویزیون، و بازیگر سینما اهل نروژ است. از فیلم‌ها و سریال‌های معروف او می‌توان به بازی در در جستجوی آلاسکا اشاره کرد.